# Coupe de Tunisie masculine de volley-ball 2012-2013
Navigation
Coupe de Tunisie 2011-2012 Coupe de Tunisie 2013-2014
La coupe de Tunisie masculine de volley-ball 2012-2013 est la 57e édition de la coupe de Tunisie, compétition à élimination directe mettant aux prises des clubs de volley-ball affiliés à la Fédération tunisienne de volley-ball.

## Listes des équipes en compétition
| - Division nationale A - Avenir sportif de La Marsa - Aigle sportif d'El Haouaria - Club olympique de Kélibia - Club sportif sfaxien - Espérance sportive de Tunis - Étoile sportive du Sahel - Fatah Hammam El Ghezaz - Tunis Air Club - Union sportive de Carthage - Union sportive des transports de Sfax | - Division nationale B - Club sportif de Hammam Lif - Club Volleyball Monastir - Espoir sportif de Medjez el-Bab - Étoile sportive de Radès - Saydia de Sidi Bou Saïd - Université Club de l'Ariana |

## Formule de la compétition

### Phase finale
|  | Demi-finales                   | Demi-finales                   |                      |   | Finale                                 | Finale                                 |
|  | Demi-finales                   | Demi-finales                   |                      |   | Finale                                 | Finale                                 |
|  |                                |                                |                      |   |                                        |                                        |
|  | 4 mai, 26-28 30-28 25-21 25-17 | 4 mai, 26-28 30-28 25-21 25-17 |                      |   | Tunis, 12 mai, 28-26 25-23 15-25 25-22 | Tunis, 12 mai, 28-26 25-23 15-25 25-22 |
|  | 4 mai, 26-28 30-28 25-21 25-17 | 4 mai, 26-28 30-28 25-21 25-17 |                      |   | Tunis, 12 mai, 28-26 25-23 15-25 25-22 | Tunis, 12 mai, 28-26 25-23 15-25 25-22 |
|  | Espérance sportive de Tunis    | 3                              |                      |   | Tunis, 12 mai, 28-26 25-23 15-25 25-22 | Tunis, 12 mai, 28-26 25-23 15-25 25-22 |
|  | Espérance sportive de Tunis    | 3                              |                      |   | Tunis, 12 mai, 28-26 25-23 15-25 25-22 | Tunis, 12 mai, 28-26 25-23 15-25 25-22 |
|  | Étoile sportive du Sahel       | 1                              |                      |   | Tunis, 12 mai, 28-26 25-23 15-25 25-22 | Tunis, 12 mai, 28-26 25-23 15-25 25-22 |
|  | Étoile sportive du Sahel       | 1                              | Club sportif sfaxien | 3 |                                        |                                        |
|  | 4 mai, 20-25 22-25 21-25       |                                | Club sportif sfaxien | 3 |                                        |                                        |
|  |                                | Espérance sportive de Tunis    | 1                    |   |                                        |                                        |
|  | Club olympique de Kélibia      | Espérance sportive de Tunis    | 1                    | 0 |                                        |                                        |
|  | Club olympique de Kélibia      |                                |                      | 0 |                                        |                                        |
|  | Club sportif sfaxien           | 3                              |                      |   |                                        |                                        |
|  | Club sportif sfaxien           | 3                              |                      |   |                                        |                                        |